# فؤاد نصر الدين
فؤاد نصر الدين حسين (15 يناير 1950 - 21 أكتوبر 2016) هو كاتب وروائي وكاتب قصة قصيرة وناقد مصري، ولد في الإسكندرية،  نشر خلال حياته 18 عملاً في الرواية والقصة القصيرة والنقد الأدبي، وأطلق مسابقة باسمه لتشجيع كتاب القصة القصيرة في مصر والعالم العربي.
توفي في 21 أكتوبر 2016 عن عمر ناهز 67 عامًا، في الإسكندرية.

## سيرته
كان فؤاد نصر الدين كاتبًا وناقدًا وروائيًا، أصدر ما يقرب من 18 عملًا، كان يشرف على صفحة الأدب بجريدة تحيا مصر، أنشأ مجموعة في موقع فيسبوك بعنوان «القصة القصيرة جدًا في مختبر السرديات» في 3 يوليو 2013، وبحلول ديسمبر 2014 كان 25600 عضو متحمسين لنشر قصصهم وتحولت قصصهم من حلم إلى واقع بطباعتها ونشرها في كتب ضمت أسماء أكثر من مائة وعشرين كاتباً، وما يقرب من ألف قصة في ثماني إصدارات متتالية.

## مؤلفات
بدأ فؤاد في نشر قصصه في المجلات المحلية عندما كان في المدرسة الثانوية، ثم نشر قصته الأولى في مجلة الجديد بعنوان «الصرخة»، وقال أنه نشر مجموعته الأولى من القصص القصيرة في 1982 بعنوان وشم على صدر امرأة، وبعد أربع سنوات نشر مجموعته الثانية في عام 1986 بعنوان «السفر إلى البلدان البعيدة».
- «وشم على صدر أمراة» (قصص قصيرة) منشأة المعارف بالإسكندرية، 1982م
- «السفر إلى البلاد البعيدة» (قصص قصيرة) مديرية الثقافة بالإسكندرية، 1986م
- «الحويطى»، رواية، الهيئة العامة للكتاب بالقاهرة، 1993.[7]
- «العرابة»، رواية، المجلس الأعلى للثقافة بالقاهرة، 1995.
- «القصة القصيرة أصوات ورؤى» مجموعة قصص بالاشتراك مع آخرين، كتاب العربي بالكويت، العدد 31، 15 يناير 1998.
- «النورس لا يعشق البحر»، رواية، اتحاد كتاب مصر بالقاهرة، 2006.[8]
- «الثعالب»، رواية، دار الهدى، 2009.
- «كوم الملح»، رواية، دار الهدى، 2009.
- «شق قدم»، الهيئة المصرية العامة للكتاب، 2013.[9]

الأعمال النقدية:
- «السهم والمسار: دراسة تطبيقية في قصص محمد الشقحاء»، نقد قصص، المملكة العربية السعودية، 1990.[10]
- «دراسات نقدية في القصة السعودية»، نقد، الشنهابى بالإسكندرية، 1993م.

## مقالات ودراسات
أهم المقالات والدراسات التي كتبت عن مؤلفاته:
- دراسة عن مجموعة (وشم على صدر أمراة)، محمود فوزي، جريدة السماء، القاهرة، 5 سبتمبر 1982.
- دراسة عن كتاب (السهم والمسار)، حسين أحمد حسون، جريدة المدينة (الرياض) العدد 9589، 20 أغسطس 1993.
- دراسة عن رواية (الحويطي) بقلم المحرر ملحق الجزيرة السعودية عدد يوم 16 ديسمبر 1993.
- دراسة عن كتاب (نظرات نقدية في القصة السعودية) د. كاميليا عوض، مجلة عالم الكتاب (القاهرة) العدد 44 .
- قراءة عن رواية (العرابة) بقلم المحرر، جريدة الجزيرة 1996.

## جائزة فؤاد نصر الدين
ابتكر فؤاد نصر الدين جائزة باسمه للقصة القصيرة للغاية، وقال بأنها متاحة لجميع الكتاب المبدعين من مصر والعالم العربي، لتشجيع المبدعين ونمو الحركة الإبداعية في مجال القصص القصيرة للغاية، وقدم جوائز مالية للفائزين بالمسابقة، وطبع خمسة أعمال فائزة للفائزين بالمركز الأول.